# Ingeborg Rotach
Ingeborg Rotach (geboren 3. Mai 1930 in Stuttgart; gestorben 7. Juli 2022 in Erlenbach) war eine Schweizer Autorin von Kinder- und Jugendliteratur.

## Leben
Ingeborg Rotach wuchs in Rapperswil am Zürichsee auf und besuchte die Kantonsschule in Zürich, die sie mit dem Handelsdiplom abschloss. Nach Wanderjahren im In- und Ausland absolvierte Rotach eine Ausbildung zur Bibliothekarin und heiratete den Verkehrsingenieur Martin Rotach, später leitete sie eine Gemeindebibliothek. Nebenher schrieb sie Beiträge fürs Radio DRS und für verschiedene Zeitungen und Zeitschriften. Von 1981 bis 1989 war sie Mitarbeiterin der Satirezeitschrift Nebelspalter. Seit Mitte der Achtzigerjahre schrieb sie Bücher für Kinder und Jugendliche. Für ihr Buch Lieber alter Engel wurde Rotach 1988 mit dem Schweizer Jugendbuchpreis ausgezeichnet.
Sie lebte in Erlenbach, war seit 2007 verwitwet und hatte zwei Kinder.

## Werke (Auswahl)

### Kinder- und Jugendbücher
- 1985: Möchtest Du ein Baum sein? Eine lustige Forschungsreise ins Appenzellerland, Blaukreuz Verlag, Bern
- 1987: Lieber alter Engel, zusammen mit Nell Graber, Blaukreuz Verlag, Bern
- 1991: Zümi: die Suche nach einem Hund, illustriert von Esther Leist, Blaukreuz Verlag, Bern
- 1995: Die Loipen-Maus, illustriert von Esther Leist, Blaukreuz Verlag, Bern
- 1996: Die Kusslinkshänderin, Kerle/Herder Verlag, Wien, München
- 1999: Fünf Schritte südlich vom Birnbaum, Bajazzo Verlag, Zürich
- 2001: Untertauchen, Bajazzo Verlag, Zürich
- 2002: Laura und Simone, zusammen mit Rosmarie Thüminger, Dachs/Patmos Verlag, Wien
- 2009: Säntis – zweites Leben, Kranich-Verlag, Zollikon/Zürich
- 2012: Weil ich doch sterben muss, illustriert von Lena Erikson, edition Hü & Hott, Erlenbach
- 2018: Taschenpost, Stachelbart-Verlag, Erlangen